# Adam Schall von Bell
Adam Schall von Bell (n. 1 mai 1592, Lüftelberg⁠(d), Renania de Nord-Westfalia, Germania – d. 15 august 1666, Beijing, Dinastia Qing) a fost un savant iezuit, astronom și matematician, consilier al Împăratului Shunzhi.
Continuatorul activității sale la Beijing a fost Ferdinand Verbiest.